# Monascostroma
Monascostroma är ett släkte av svampar. Enligt Catalogue of Life ingår Monascostroma i familjen Phaeosphaeriaceae, ordningen Pleosporales, klassen Dothideomycetes, divisionen sporsäcksvampar och riket svampar, men enligt Dyntaxa är tillhörigheten istället familjen Pleosporaceae, ordningen Pleosporales, klassen Dothideomycetes, divisionen sporsäcksvampar och riket svampar.
|               | Cicinobolus                                 |
|               |                                             |
|               | Stagonospora                                |
|               |                                             |
|               | Hendersonia                                 |
|               |                                             |
|               | Eudarluca                                   |
|               |                                             |
|               | Sclerostagonospora                          |
|               |                                             |
|               | Ampelomyces                                 |
|               |                                             |
|               | Wilmia                                      |
|               |                                             |
|               | Phaeosphaeria                               |
|               |                                             |
|               | Carinispora                                 |
|               |                                             |
|               | Phaeoseptoria                               |
|               |                                             |
|               | Parabotryon                                 |
|               |                                             |
|               | Ophiosphaerella                             |
|               |                                             |
|               | Sphaerellopsis                              |
|               |                                             |
|               | Tiarospora                                  |
|               |                                             |
|               | Scolecosporiella                            |
|               |                                             |
| Monascostroma | \| \| Monascostroma innumerosum \| \| \| \| |
|               | \| \| Monascostroma innumerosum \| \| \| \| |
|               | Lautitia                                    |
|               |                                             |
|               | Mixtura                                     |
|               |                                             |
|               | Hadrospora                                  |
|               |                                             |
|               | Nodulosphaeria                              |
|               |                                             |
|               | Barria                                      |
|               |                                             |
|               | Phaeosphaeriopsis                           |
|               |                                             |
|               | Isthmosporella                              |
|               |                                             |
|               | Katumotoa                                   |
|               |                                             |
|               | Monascostroma innumerosum                   |
|               |                                             |

|  | Monascostroma innumerosum |
|  |                           |